# プティ＝スイス
プティ＝スイス（フランス語: Petit-Suisse）はフランスで生産される、牛乳を原料としたフレッシュチーズ。一人分相当をプラスチックの容器に入れて、6個ひと組で販売されている。名称は「小さいスイス」という意味。1850年ごろ、ノルマンディでスイス人が開発したものがはじまり。パリの市場への搬送にスイス人職人があたり、この名称となった。
酸味と甘みが感じられ、ワインと相性がよいとされる。乳児に食べさせることもある。